# Mampituba
Mampituba är en kommun i Brasilien.   Den ligger i delstaten Rio Grande do Sul, i den södra delen av landet, 1 500 km söder om huvudstaden Brasília. Antalet invånare är 2 997.
I omgivningarna runt Mampituba växer i huvudsak städsegrön lövskog. Runt Mampituba är det ganska glesbefolkat, med 27 invånare per kvadratkilometer.